# 海南省公安厅
海南省公安厅是海南省人民政府组成部门，负责领导、管理海南省的公安保卫工作，接受海南省人民政府和中华人民共和国公安部的双重领导。